# 中田正次
中田 正次（なかだ まさつぐ）は、安土桃山時代から江戸時代初期の武将。

## 生涯
北条氏直の家臣。天正18年（1590年）後北条氏が滅亡すると、武蔵国八王子に閉居したが、同年内に徳川家康に召し出され、鷹匠として仕えた。